# Знаме на Чувашия
Знамето на Чувашия представлява правоъгълник в съотношение 5:8. Централната емблема на знамето представлява част от герба на руската република и се нарича „Дървото на живота“ – знак за дългия исторически път, извървян от чувашкия народ. Пурпурният (тъмночервен) цвят символизира извечното стремление на народа към свобода, която му е позволила да съхрани своите традиции и самобитност. Светложълтият цвят от знамето представлява Слънцето, даряващо живот на всички на Земята. Осмоъгълната звезда е еднин от най-разпространените елементи в орнаментите на народната чувашка шевица, изразяваща красота и съвършенство.
Автор на герба и знамето на Чувашия е нардоният художник Ели Юриев.